# Composia
Genre
Composia est un genre de lépidoptères (papillons) de la famille des Erebidae et de la sous-famille des Arctiinae.

## Liste des espèces
Selon FUNET Tree of Life (28 octobre 2020) :
- Composia credula (Fabricius, 1775).
- Composia fidelissima Herrich-Schäffer, 1866.
- Composia utowana  Bates, 1933.